# 英皇娛樂 (北京)
英皇北京（英語：Emperor Entertainment Beijing）全稱英皇（北京）文化發展有限公司。是英皇娛樂北京分公司。
主要業務包括唱片製作及發行、音樂出版、藝人管理及演唱會製作。除音樂之外，還從事舞台劇、電影和電視製作，以及多媒體、商品特許經營和零售等業務。

## 旗下藝人
| 女藝人   | 女藝人 | 女藝人 |
| -------- | ------ | ------ |
| 劉雅瑟   | 白冰   | 殷小纹 |
| 謝佳妤   | 張娜   | 梁壁熒 |
| 男藝人   |        |        |
| 陳凱洲   | 余衍隆 | 王子杰 |
| 高英俊   |        |        |
| 組合歌手 |        |        |
| BOX      |        |        |

## 外部連結
- 英皇北京@新浪微博
- 英皇娛樂集團 （页面存档备份，存于）
- 英皇娛樂 在Youtube的頁面